# Richard Meade
Richard John Hannay Meade, OBE (* 4. Dezember 1938 in Chepstow, Monmouthshire, Wales; † 8. Januar 2015 in West Littleton, South Gloucestershire) war ein britischer Vielseitigkeitsreiter. Er wurde dreimal Olympiasieger sowie je zweimal Welt- und Europameister.

## Karriere
Meade gehörte während der 1960er- und 1970er-Jahre zu den erfolgreichsten Vielseitigkeitsreitern der Welt. Bei den Olympischen Spielen 1968 in Mexiko-Stadt gewann er die Goldmedaille in der Teamwertung, in der Einzelwertung erreichte er den vierten Platz. 1972 in München siegte er sowohl in der Einzel- als auch in der Teamwertung.
Bei Weltmeisterschaften gewann Meade zwei weitere Goldmedaillen mit dem Team, 1970 in Punchestown und 1982 in Luhmühlen. Bei Europameisterschaften holte er insgesamt vier Team-Medaillen; die goldene 1965 in Moskau, 1967 in Punchestown und 1971 in Burghley sowie 1973 die bronzene in Kiew. Hinzu kam 1966 eine silberne Einzelmedaille in Burghley. Weitere bedeutende Erfolge waren die Siege bei den Burghley Horse Trials 1964 und bei den Badminton Horse Trials 1970.
Nach seinem Rücktritt vom Spitzensport war Meade als Reitsportberater tätig (Betrieb und Management von Gestüten, Organisation von Reitsportanlässen, Training, Gesundheit von Pferden, Tierschutz). Von 1989 bis 1992 war er Präsident des britischen Reitverbandes (British Equestrian Federation). 2001 wurde Meade aus der Tierschutzorganisation RSCPA ausgeschlossen. Er hatte eine Kampagne organisiert, mit der Anhänger der umstrittenen Fuchsjagd zum Beitritt bewogen werden sollten, um dadurch die Haltung der RRSPCA zu ihren Gunsten zu ändern.
Meade erlag am 8. Januar 2015 im Alter von 76 Jahren einem Krebsleiden, das im Oktober 2014 bei ihm diagnostiziert worden war.
Richard Meade war verheiratet und hatte aus dieser Ehe eine Tochter und zwei Söhne. Einer dieser Söhne, der 1983 geborene Harry Meade, ist ebenfalls Vielseitigkeitsreiter.

## Platzierungen bei internationalen Championaten
- Olympische Sommerspiele:
  - 1964, Tokio: mit Barberry 10. Platz mit der Mannschaft und 8. Platz in der Einzelwertung
  - 1968, Mexiko-Stadt: mit Cornishman V 1. Platz mit der Mannschaft und 4. Platz in der Einzelwertung
  - 1972, München: mit Laurieston 1. Platz mit der Mannschaft und 1. Platz in der Einzelwertung
  - 1976, Bromont: mit Jacob Jones 8. Platz mit der Mannschaft und 4. Platz in der Einzelwertung[7]

- Weltmeisterschaften (unvollständig):
  - 1966, Burghley: mit Barberry 2. Platz in der Einzelwertung
  - 1970, Punchestown: mit The Poacher 1. Platz mit der Mannschaft und 2. Platz in der Einzelwertung
  - 1974, Burghley: mit Wayfarer II 2. Platz mit der Mannschaft
  - 1982, Luhmühlen: mit Kilcashel 1. Platz mit der Mannschaft

- Europameisterschaften (unvollständig):
  - 1965, Moskau: mit Barberry 3. Platz mit der Mannschaft
  - 1967, Punchestown: Barberry 1. Platz mit der Mannschaft
  - 1971, Burghley: mit The Poacher 1. Platz mit der Mannschaft
  - 1973, Kiew: mit Wayfarer II 3. Platz mit der Mannschaft
  - 1981, Horsens: mit Kilcashel 1. Platz mit der Mannschaft[1]